# Hypseleotris compressocephalus
Hypseleotris compressocephalus är en fiskart som först beskrevs av Chen, 1985.  Hypseleotris compressocephalus ingår i släktet Hypseleotris och familjen Eleotridae. IUCN kategoriserar arten globalt som livskraftig. Inga underarter finns listade i Catalogue of Life.